# بیرگیتا والبری
بیرگیتا والبری (سوئدی: Birgitta Valberg؛ ۱۶ دسامبر ۱۹۱۶ – ۲۹ مارس ۲۰۱۴) یک هنرپیشه اهل سوئد بود. وی بین سال‌های ۱۹۳۴ تا ۱۹۹۶ میلادی فعالیت می‌کرد.
از فیلم‌ها یا برنامه‌های تلویزیونی که وی در آن نقش داشته است می‌توان به چشمه باکره، شرم، لبخندهای یک شب تابستانی، بندر سر راه اشاره کرد.